# تراصف تسلسلي
تراصف السلاسل Sequence Alignment

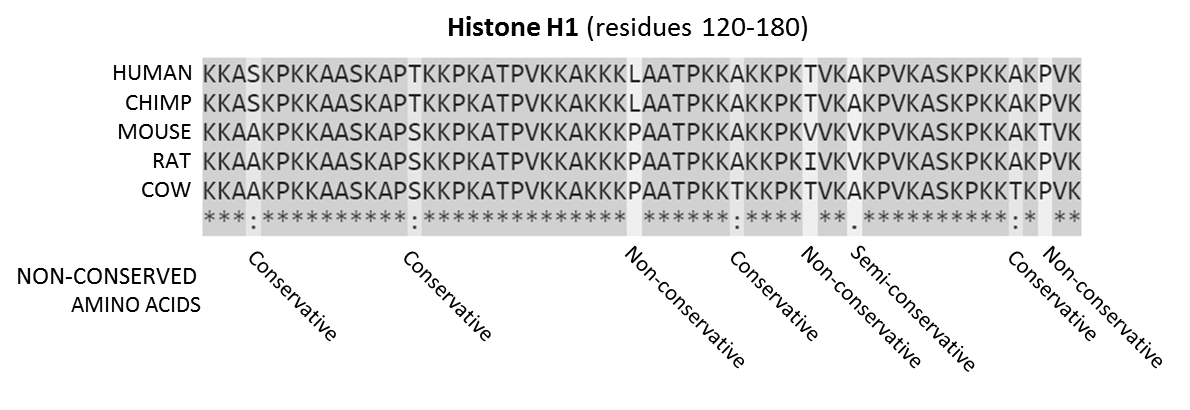

في المعلوماتية الحيوية، تعتبر طريقة التراصف التسلسلي إحدى طرق ترتيب السلاسل البدئية primary sequence للدنا والرنا أو حتى البروتينات لتمييز المناطق ذات التشابه المرشحة لتكون نتيجة علاقة وظيفية أو بنيوية أو تطورية بين هذه السلاسل. السلاسل النيكليوتيدية المتراصفة أو سلاسل الحموض الأمينية المتراصفة تمثل غالبا بصفوف ضمن مصفوفة. كما يتم إدخال فجوات بين الوحدات بحيث تكون الوحدات المتطابقة أو المتشابهة متراصفة في أعمدة متعاقبة.
إذا كان لدينا سلسلتين في تراصف ما يتشاركان نفس الأصل (السلف)، فإن التباينات mismatches يمكن أن تفسر على أنها طفرات نقطية point mutation وثغرات مثل وهي طفرات إدخال أو إلغاء يتم إدخالها في سلالة أو سلالتين بوقت واحد.
في التراصف التسلسلي للبروتين، يمكن تفسير درجة التشابه بين الحموض الأمينية التي تحتل موقعا معينا في تسلسل ما على أنها مقياس تقريبي لكيفية انحفاظ منطقة معينة أو sequence motif بين السلالات. غياب الاستبدال أو وجود استبدالات منحفظة جدا فقط (كما في استبدال حموض أمينية لسلاسل جانبية لها خاصيات كيميائية حيوية متشابهة) ضمن منطقة معينة من التسلسل، كل هذا يقترح أن هذه المنطقة لها أهمية وظيفية أو بنيوية. ومع ان نيكليوتيدات الدنا والرنا متشابهة مع بعضها البعض جدا أكثر من الحموض الأمينية، فإن انحفاظ ازواج الأسس يمكن أن يشير إلى دور بنيوي أو وظيفي أيضاً. التراصف التسلسلي يمكن أن يستخدم أيضا لأجل السلاسل اللاحيوية، مثل السلاسل الموجودة في اللغات الطبيعية أو في البينات الاقتصادية.
2- طرق التراصف:
يمكن إجراء التراصف يدوياً فيما لو كانت السلاسل قصيرة جداً أو متشابهة كثيراً. لكن مسائل التراصف الأكثر أهمية تتطلب العمل على سلاسل طويلة، متباينة بشكل كبير ومتعددة والتي لا يمكن تحقيق التراصف فيها بمجرد جهد بشري. عوضاً عن ذلك، يمكن استخدام المعرفة البشرية في بناء الخوارزميات لتوليد التراصف بجودة عالية، وأحياناً في ضبط النتائج النهائية التي تعكس الأنماط الموجودة والتي من الصعب تمثيلها خوارزمياً (خاصة في حالة سلاسل النكليوتيدات). تقسم الطرق الحاسوبية لتراصف السلاسل إلى نوعين رئيسيين: التراصف الإجمالي (Global) والتراصف الموضعي(local).
إن حساب التراصف الإجمالي هو شكل من أشكال الأمثَلَة (التحسين) الإجمالية التي تجعل التراصف يمتد على كامل السلاسل المطلوب معرفتها. من ناحية أخرى، فإن التراصف الموضعي يحدد مناطق المتشابهة ضمن السلاسل الطويلة المتباينة بشكل كبير. عادةً ما يكون التراصف الموضعي هو المفضل إلا أن حسابه أكثر صعوبة بسبب التحدي الإضافي في تحديد مناطق التشابه. هناك العديد من الخوارزميات الحسابية التي طبقت في مسائل تراصف السلاسل، حيث تتضمن طرقاً بطيئة لكن صحيحة مثل البرمجة الديناميكية وتتضمن أيضاً طرق الخوارزميات الاستكشافية أو الطرق الاحتمالية والمصممة لمعالجة البيانات كبيرة الحجم.
3- تمثيل تراصف السلاسل:
يمثل تراصف السلاسل عادةً بشكل رسومي أو بصيغ نصية. في غالبية تمثيلات التراصف يتم كتابة السلاسل ضمن صفوف بحيث أن الأسس (bases) المتراصفة تظهر في أعمدة متتالية. في الصيغ النصية يُشار إلى الأعمدة المتراصفة الحاوية على أحرف متشابهة أو متطابقة بنظام رموز معروفة للتماثل. كما في الصورة أعلاه فقد تم استخدام رمز النجمة لتمثيل التطابق بين الأعمدة. يوجد العديد من برامج إظهار السلاسل التي تستخدم الألوان لإظهار المعلومات عن خواص الإفرادية لعناصر سلاسل الدنا والرنا بحيث يخصص لكل نيكليوتيد لوناً خاصاً به. في تراصف البروتينات تستخدم الألوان للإشارة إلى خواص حمض أميني للمساعدة في الحكم على الحفاظ على الاستبدال لحمض أميني معطى.
يمكن تخزين تراصف السلاسل بمجموعة واسعة من صيغ الملفات النصية حيث تم تطوير العديد منها أصلاً بالترابط مع برنامج تراصف محدد. تسمح الأدوات المعتمدة على الشبكة (الويب) باستخدام عدد محدود من صيغ المداخل والمخارج مثل صيغ (FASTA وGenBank) وتكون المخارج صعبة التحرير. وهناك العديد من برامج التحويل التي تحوي على بيئة رسومية مع أو بدون واجهة أوامر مكتوبة مثل(REDSEQ, EMBOSS, BioPerl, BioRuby).
4- التراصف الإجمالي والتراصف الموضعي:
تعتبر التراصفات الإجمالية، والتي تسعى إلى تراصف كل أساس في كل سلسلة، الأكثر فائدةً عندما تكون السلاسل المطلوبة متشابهة ومن أطوال متساوية. ومن تقنيات التراصف الإجمالي هي خوارزمية Needlman-Wunsch والمعتمدة على البرمجة الديناميكية. تعتبر التراصفات الموضعية أكثر فائدةً عندما تكون السلاسل متباينة ومن المحتمل أنها تحتوي على مناطق فيها تشابه ضمن المحتوى الكبير للسلسلة، ومن الخوارزميات المستخدمة في التراصف الموضعي هي خوارزمية Smith-Watlman وهي خوارزمية معتمدة على البرمجة الديناميكية.
5- تراصف الأزواج:
تستخدم لإيجاد أفضل تطابق بين قطع السلاسل (موضعي) أو تراصف إجمالي لسلسلتين ويمكن استخدامها فقط بين سلسلتين بنفس الوقت وهي فعالة في الحساب وتستخدم طرق لا تتطلب دقة عالية (مثل البحث في قواعد البيانات عن سلاسل بتشابه عالي)، هناك ثلاث طرق رئيسية لتوليد هذا النوع من التراصف كما يلي:
5-1) طريقة المصفوفة النقطية:
لرسم مخطط المصفوفة النقطية تتم كتابة السلسلتين على طول الصف الأعلى والعمود في أقصى اليسار لمصفوفة ثنائية البعد. ويتم وضع النقاط على تقاطع الأحرف مع الأعمدة التي تحقق التطابق. وهذا الشكل الأساسي للمخطط التكراري. بعض البرامج تغير من حجم وشدة النقاط بالاعتماد على درجة التشابه للحرفين.
يمكن استخدام المخططات النقطية لتقييم التكرارية في سلسلة مفردة. حيث يتم رسم المخطط النقطي للسلسة ونفسها والمناطق التي تتشابه ستظهر كخطوط على جانبي القطر الرئيسي. يظهر هذا الأثر أيضاً عندما يتكون البروتين من بنى متشابهة ومتعددة.
5-2) البرمجة الديناميكية:
يمكن تطبيق تقنية البرمجة الديناميكية لتوليد التراصفات الإجمالية عن طريق خوارزمية Needleman-Wunsch والتراصفات الموضعية عن طريق خوارزمية Smith-Waterman. في الاستخدام الاعتيادي تستخدم تراصفات البروتين مصفوفة الاستبدال لتحديد مجموع نقاط (Score) للتطابقات في الحموض الأمينية أو عدم التطابق أو غرامة الفراغ (الفجوات gaps) من أجل تحقيق ربط بين حمض أميني في سلسلة بفجوة في السلسلة الأخرى. تضمن طريقة البرمجة الديناميكية إيجاد حل مثالي من خلال دالة تسجيل نقاط خاصة، لكن تحديد الدالة بشكل صحيح يبقى تجريبي أكثر من كونه طريقة نظرية. على الرغم من أن البرمجة الديناميكية يمكن مدَّها على أكثر من سلسلتين إلا أنها بطيئة في حال الأعداد الكبيرة من السلاسل أو السلاسل الطويلة جداً.
6- تراصف السلاسل المتعددة:
وهو امتداد لتراصف الأزواج ليضم أكثر من سلسلتين اثنتين بنفس الوقت. يقوم تراصف السلاسل المتعددة برصف كل السلاسل الموجودة ضمن مجموعة محددة. يُستخدم هذا النوع من التراصف لتحديد مناطق السلاسل المحفوظة (المتشابهة) عبر مجموعة من السلاسل المفترض أمها مترابطة من ناحية تطورها. إن مثل هذه الأجزاء المتكررة من السلاسل والمحفوظة يمكن استخدامها بالترابط مع المعلومات البنيوية أو الميكانيكية لتموضع الأجزاء المنشطة والمحفزة للتفاعلات ضمن الأنزيمات.
6-1) البرمجة الديناميكية:
إن تقنيات البرمجة الديناميكية قابلة للتطبيق على أي عدد من السلاسل، ولكن بسبب ارتفاع التكلفة في كل من الوقت والذاكرة المطلوبة، فإنه من النادر استخدامها لأكثر من ثلاث أو أربع سلاسل ضمن الشكل الأساسي لهذه الطريقة. تتطلب هذه الطريقة بناء مصفوفة بأبعاد n مكافئة للسلسلة والمتكونة من سلسلتين، حيث n هو عدد السلاسل المطلوبة. على الرغم من أن هذه التقنية مكلفة حسابياً فإنها تتضمن حلاً مثالياً إجمالياً مستخدماً في حالات التي يكون فيها عدد قليل من السلاسل مراد إيجاد تراصفها بدقة.
6-2) البرمجة التقدمية:
تولد الطرق التقدمية أو الشجرية تراصفاً للسلاسل المتعددة بدايةً بإيجاد تراصف السلاسل الأكثر تشابهاً ومن إضافة السلاسل أو المجموعات الأقل ترابطاً للارتصاف حتى ضم كل السلاسل المطلوبة إلى الحل. إن معظم طرق تراصف السلاسل لمتعددة التقدمية تقوم بوضع أوزان في المجموعة المطلوبة من السلاسل تبعاً لمدى ترابطها، والذي يقلل من احتمالية أخذ الخيار غير الموفق للسلاسل الابتدائية وتطوير صحة ودقة التراصف.
7- التراصف البنيوي:
يُستخدم التراصف البنيوي، والذي عادةً يكون مخصصاً للبروتينات وسلاسل الرنا، المعلومات عن البنية الثانوية والثالثية للبروتين أو جزيئة الرنا للمساعدة في تراصف السلاسل. يمكن بهذه الطرق أن تُستخدم من أجل سلسلتين أو أكثر وعادةً تولد التراصفات الموضعية، لكن بسبب اعتمادها على المتاح من المعلومات البنيوية، فإنها يمكن ان تُستخدم فقط من أجل السلاسل ذات البنى المعروفة (عادةً من خلال التحليل الطيفي بالرنين النووي المغناطيسي أو التصوير الإشعاعي للبلوريات).
8- تحليل تطور السلالات الحية:
إن دراسة تطور السلالات الحية وعلة تراصف السلاسل هما علمان مترابطان بشكل كبير بسبب التقييم المشترك لتطور السلاسل وعلاقاتها ببعض. يقوم علم دراسة تطور السلالات بالاستخدام الموسع لتراصف السلاسل في بناء وتفسير أشجار السلالات للأصناف الحية، والتي تستخدم لتصنيف العلاقات المتطورة بين الجينات المتماثلة للأصناف الحية المتخالفة.

## اقرأ أيضا
- تسلسل إجماعي